# Single European Sky
Single European Sky (SES) (Gemeenschappelijk Europees Luchtruim) is een project van de Europese Commissie om tot een gemeenschappelijke Europese luchtverkeersleiding te komen en zo de versnippering van de verantwoordelijkheden voor het Europese luchtruim op te heffen. Zo volgen vliegtuigen geregeld niet de kortste weg naar hun bestemming. Het project valt onder de afdeling Luchtverkeersleiding en Luchthavens van deze Commissie.

## Doelen
- Verhogen van veiligheid, efficiëntie en capaciteit voor de luchtvaart
- Verminderen van de versnippering en complexiteit van de verantwoordelijkheden voor het luchtruim
- Kader voor modernisering van het systeem
- Verlaging van de kosten voor de gebruikers van het Europese luchtruim

## Proces
- In 2000 werd de High Level Group opgericht om de algemene aanpak te bepalen
- In 2001 volgden op de aanbevelingen van deze groep voorstellen van de Commissie
- In 2004 werd de wetgeving ter zake aangenomen (zie hierna Wetgeving 2004)
- Daarop volgde de implementatie, die in 2008 voltooid werd
- Mogelijk volgen daarna nog enkele volgende stappen

## Werkwijze
Het Single European Sky-project wil regelgeving vaststellen met financiële hulp voor de noodzakelijke budgetten. Er is bij het begin gesteld dat de vereisten voor luchtverkeersmanagement (ATM) gereflecteerd moeten worden. Dit gebeurt via een industrieel consultatie-orgaan (Industry Consultation Body) enerzijds en door betrokkenheid van de sociale partners anderzijds.
Het Single Sky Committee houdt contact met de Europese lidstaten en niet EU-staten. Reden is dat bijvoorbeeld Zwitserland geen 'gat in de lucht' kan zijn, als het luchtruim daaromheen geoptimaliseerd is.
Er is een synergie met en via EUROCONTROL dat mandaten krijgt, al is de taakverdeling nog niet volledig duidelijk (2006). De verwachting is dat EUROCONTROL een overwegend 'technische' of logistieke rol in het proces zal krijgen, terwijl de Europese Unie de politieke aspecten voor haar rekening neemt.

## Wetgeving 2004
De wetgeving die in 2004 door de EU werd aangenomen omvat de volgende onderdelen:

### Functionele luchtruimblokken (FAB)

Kaart van Functionele luchtruimblokken in de Single European Sky
NEFAB
FAB DK-SE
FAB UK-IRL
Baltic FAB
FABEC
FAB CE
SW FAB
Danube FAB
Blue Med

Men gaat ervan uit dat de indeling van het luchtruim zoals die historisch gegroeid is (samenvallend met landsgrenzen) niet voldoet aan de vereisten voor modern luchtverkeer. De trajecten die vliegtuigen volgen zijn functioneel bepaald. Daarom gaat men uit van het nieuwe concept Functional Airspace Blocks (FAB). Dit zijn porties luchtruim die voldoende ruim zijn gekozen opdat alle vaak afgelegde trajecten daarin passen, zowel in breedte als hoogte en lengte.

#### Keuze van de FAB
Het wordt aan de individuele staten overgelaten om in overleg met hun buren dergelijke optimale blokken luchtruim te bepalen, die dan de landsgrenzen overschrijden. De Benelux-landen kijken naar de mogelijkheden om één FAB in te richten in samenspraak met Duitsland, Frankrijk en Zwitserland. Uitbreiding van het luchtruim is voor de Benelux-landen relevant, omdat in de bestaande situatie een vliegtuig dat bijvoorbeeld in Brussel wil landen, al voor Dover of Frankfurt gaat dalen.

#### Indeling van de FAB
Als eenmaal de wijde grenzen van een FAB vastliggen kan verder worden nagegaan welke sectoren daarin worden bepaald als onderverdeling voor de luchtverkeersleiding. Dit om te voorkomen dat de capaciteit van individuele centra van de luchtverkeersleiding overschreden wordt en daarmee de veiligheid in het gedrang komt. Dus past men de grootte van de sectoren aan de vraag van het moment aan, en daarmee het aantal sectoren dat actief is (ook in het luchtruim over de landsgrens van het FAB).
De actieve verkeersleiding zal daarbij nog steeds vanuit de bestaande luchtverkeersleidingscentra worden gedaan (dat zijn er anno 2006 gespreid over de verschillende staten 69 in totaal in de EU met samen 600 sectoren).

#### Modaliteiten
De EU heeft een raam van vijf jaar voorzien, vanaf 2004, voor de lidstaten om tot een concreet plan van indeling in FABs te komen. Het gaat daarbij om een zogenaamde bottom-up-approach. Dat wil zeggen dat de Commissie hierin zelf niet ingrijpt, maar het aan de experts ter zake en ter plaatse overlaat.

De huidige luchtwegen lopen tussen militaire gebieden (bruin) door.

### Burgerlijk-militaire integratie
Er zijn militaire luchtgebieden binnen Europa, waarvan sommige niet permanent gebruikt worden. Toch is het systeem van luchtwegen zo ontworpen dat deze gebieden worden vermeden. Dit betekent capaciteitsverlies en hogere kosten (zowel economisch als vanuit milieuoogpunt).
Er zijn overeenkomsten met de militaire autoriteiten om dergelijke gebieden tijdelijk open te stellen, zodat meer directe routes kunnen worden gevlogen. Tegelijk wordt getracht om de informatie daaromtrent dynamisch, bijvoorbeeld op een website, beschikbaar te maken. Een moeilijkheid voor de Europese Commissie is dat zij op militair gebied geen bevoegdheid heeft.

### Certificatie van dienstverleners
De wet voorziet dat de huidige dienstverleners inzake luchtverkeersmanagement (Air Navigation Service Providers, ANSP of kortweg SP) gecertificeerd moeten worden op basis van Europees geldende eisen, de zogenaamde Common Requirements. De werkwijze en kwaliteit van procedures van deze dienstverleners wordt op een groot aantal punten beoordeeld door de nationale toezichthouder. Een drietal basisprincipes is:
- Er dient een volledige scheiding te bestaan tussen de nationale regelgever en de dienstverlener
- Er moet dienstverlening over de grenzen heen aanvaard worden
- Een beleid voor consolidatie moet zijn vastgelegd. Het mag dus geen papieren intentie blijven, maar er moet duidelijk een onomkeerbare weg naar implementatie blijken.

Alleen die dienstverleners die gecertificeerd zijn volgens de Common Requirements mogen straks luchtverkeersdienstverlening plegen in een FAB. In ieder geval in theorie kan een dienstverlener zijn diensten dan in een ander Europees land leveren. Luchtverkeersleiding Nederland is reeds gecertificeerd. Belgocontrol, de nationale luchtverkeersleider van België, werd eind 2006 gecertificeerd.

### Systeemintegratie en interoperabiliteit

#### Standaardisering
Ook bepaalde criteria inzake standaardisering moeten vervuld zijn. Dergelijke standaarden zijn reeds eerder vastgelegd voor Europa door EUROCONTROL. Het gaat dan bijvoorbeeld om het formaat van automatisch uit te wisselen berichten tussen automatiseringssystemen van de luchtverkeersleidingscentra onderling, of van de radarberichtformaten.
Ook voor industriële producten zijn standaarden nodig, en ook daarin werkt EUROCONTROL samen met onder andere Sensing ATC.

#### Verplichte uitrusting
Bepaalde elektronische en ICT-uitrusting moet tot een bepaald niveau operationeel zijn. Daarbij komen ook standaardelementen van een modern automatiseringssysteem zoals automatische vliegplanverwerking, trajectberekening, waarschuwingen bij conflicten, uitwisselingsmogelijkheid van berichten enzovoorts.
Deze uitrusting is in de meeste Europese staten reeds op vrij hoog niveau, zodat op dit punt weinig problemen binnen de Europese Unie te verwachten zijn.

## Werkprogramma 2006
- Certificatie van dienstverlenende organismen
  - Streefdatum eind 2006
  - Onafhankelijke volledig zelfbedruipende nationale toezichtsorganen
- Vervollediging van het regelgevend raamwerk
- Vooruitgang naar FABs

## SESAR
Single European Sky Aeronautical Research is een initiatief op basis van het Europese Research budget, waarin de industrie (onder andere Thales en EADS/Airbus) in een consortium van 30 leden betrokken is.
Deze groep werkt het concept Corporate ATM uit aan de hand van praktische toepassingen. Dat gebeurt op basis van een ontwerp vanuit de EUROCONTROL ACARE groep, die een design voor het jaar 2020 uitwerkte.
Dit concept behelst onder meer:
- Collaborate Decision Making (CDM): gegevens van alle betrokken partijen worden gedeeld en op die basis worden coherente planningen en operationele beslissingen gemaakt op alle denkbare tijdschalen vanaf 6 maanden tot seconden op voorhand.
- Trajectory Prediction (TP): het vliegtuigtraject wordt tot op enkele seconden nauwkeurig berekend, (ook met verwerking van meteorologische gegevens) en dit TP dient als basis voor verwerking in prognostische en monitorsystemen en voor planning op verschillende termijnen
- Precision Area Navigation (P-RNAV): maakt het mogelijk dat een willekeurige route of circuit kan worden gevlogen
- Airborne Safety Alert System (ASAS): vliegtuigen hebben een beeld aan boord van elkaars aanwezigheid in een zekere omgevingsstraal, wat bijvoorbeeld toelaat dat piloten zelf hun afstand tot een voorganger behouden in een sequentie, zonder tussenkomst van de luchtverkeersleiding.

De SESAR groep werkt dit nieuw samenhangend concept uit in een masterplan.
EASA, de huidige regelgever voor vliegtuigcertificatie zal zijn bevoegdheid waarschijnlijk zien uitgebreid tot onder meer luchtverkeersleiding.
Implementatie is voorzien tegen 2008 als een gezamenlijk project van EUROCONTROL en dit industriële consortium. Er is inmiddels ook toegestaan dat niet-Europese bedrijven (zoals Honeywell en Boeing) zich aansluiten bij het consortium, om te voorkomen dat er een geïsoleerde Europese standaard tot stand komt.

## Verwachting verkeerstoename

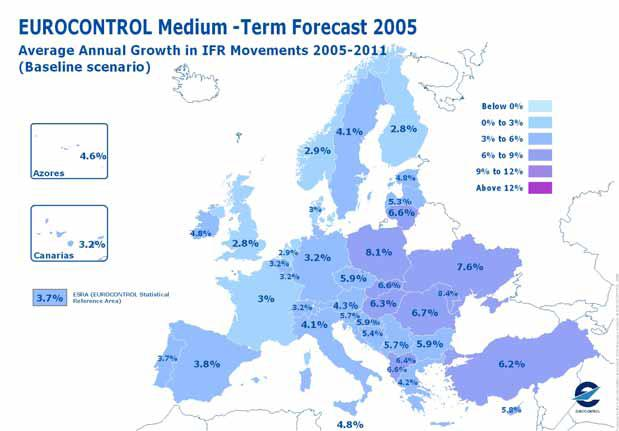
Verwachte toename van het luchtverkeer in Europa tot 2011 (Bron EUROCONTROL)